# 油谷町
油谷町（ゆやちょう）は、山口県の北西部にあった町。大津郡に属した。

## 地理
本州の最西北端に位置する。棚田の広がる向津具半島（むかつくはんとう）と本土に囲まれた油谷湾は天然の良港となっている。

## 歴史
- 1954年（昭和29年）5月1日 - 菱海村・宇津賀村・向津具村および日置町の一部（大字蔵小田の一部）が合併して油谷町が発足。
- 2005年（平成17年）3月22日 - 長門市・三隅町・日置町と合併し、改めて長門市が発足。同日油谷町廃止。

## 産業
農業、漁業などの第一次産業と、水産加工業が中心である。

### 漁業
- 津黄漁港
- 立石漁港
- 川尻漁港
- 久原漁港
- 久津漁港
- 大浦漁港
- 伊上漁港
- 掛淵漁港

## 交通

### 鉄道
- 西日本旅客鉄道
  - 山陰本線
    - 人丸駅 - 伊上駅

### 道路

#### 一般国道
- 国道191号
- 国道491号

#### 主要地方道
- 山口県道38号美祢油谷線
- 山口県道66号長門油谷線

#### 一般県道
- 山口県道286号日置上油谷線
- 山口県道356号久津小田線
- 山口県道357号油谷港線
- 山口県道358号人丸停車場線

## 主要施設
- ラポールゆや
- 元乃隅神社

## 出身者
- 安倍寛 - 元衆議院議員。安倍晋太郎の父。
- 安倍晋太郎 - 寛の長男。元毎日新聞記者、元衆議院議員、元外務大臣【出生地は東京都】
- 安倍晋三 - 晋太郎の次男。元神戸製鋼所社員、元衆議院議員、第21, 25代自由民主党総裁、第90, 96, 97, 98代内閣総理大臣（2006年9月26日 - 2007年9月26日・2012年12月26日 - 2020年9月16日）【出生地は東京都】
- 緒形健一 - シュートボクサー